# Dorothée Lima
Pour les articles homonymes, voir Lima (homonymie).
Dorothée Joaquim Lima était un rédacteur et éditeur de journaux au Dahomey qui a joué un rôle important dans le développement des médias d'information au Dahomey pendant l'ère coloniale française. Avec Jean Adjovi, il a édité l'influent mais éphémère Le Guide du Dahomey (1920-22), puis a remplacé Jean Adjovi comme rédacteur en chef de La Voix du Dahomey.

## Biographie
Lima était né au Dahomey, naturalisé français. Il avait été éduqué dans une mission catholique à Porto Novo. Lima a servi dans l'administration coloniale française avant la première guerre mondiale. Il faisait partie du groupe de rapatriés du Brésil qui ont joué un rôle important dans la vie de la colonie au début du vingtième siècle.

### Hommage
Afin de rendre hommage à l'homme, une avenue porte son nom dans le littoral 11 arrondissement de Cotonou au Bénin d'une longueur de 1,167 kilomètres,. 